# Kanton Toulouse-13
Toulouse-13 is een voormalig kanton van het Franse departement Haute-Garonne. Het kanton maakte deel uit van het arrondissement Toulouse. Het werd opgeheven bij decreet van 13 februari 2014 met uitwerking op 22 maart 2015.

## Gemeenten
Het kanton Toulouse-13 omvatte de volgende gemeenten:
- Colomiers
- Toulouse (deels, hoofdplaats)

Het kanton omvatte de volgende delen van de stad Toulouse:
- Ancely
- Saint-Martin du Touch